# 西姆松定理

藍線(LM)為三角形 ABC 關於其外接圓上點 P 的西姆松線

西姆松定理（或譯西摩松定理、西姆森定理）是幾何學中的一個定理，此定理描述：在平面中，給定一個三角形 {\displaystyle ABC}，以及 {\displaystyle \triangle ABC} 外接圓上的一點{\displaystyle P}。則 {\displaystyle P} 分別對直線 {\displaystyle {\overleftrightarrow {AB}}}、{\displaystyle {\overleftrightarrow {BC}}}、{\displaystyle {\overleftrightarrow {CA}}} 作的三個垂足（右圖中的 {\displaystyle N}、{\displaystyle L}、{\displaystyle M}）會共線。
上述中的直線 {\displaystyle {\overleftrightarrow {MNL}}} 稱為 {\displaystyle \triangle ABC} 關於 {\displaystyle P} 點的西姆松線（英語：Simson line），或譯西摩松線、西姆森線。

### 逆定理
西姆松定理的逆敘述也是正確的，其描述：給定平面中的 {\displaystyle \triangle ABC} 及一點 {\displaystyle P}。若 {\displaystyle P} 對 {\displaystyle \triangle ABC} 三邊延長線的三個垂足共線，則 {\displaystyle P} 在 {\displaystyle \triangle ABC} 的外接圓上。

### 相關性質
- 令 {\displaystyle \triangle ABC} 的垂心為H。則 {\displaystyle \triangle ABC} 關於 {\displaystyle P} 的西姆松線和 {\displaystyle {\overline {PH}}} 的交點為 {\displaystyle {\overline {PH}}} 的中點，且此中點在九點圓上。
- 兩點的西姆松線的交角等於該兩點的圓周角。
- 若兩個三角形的外接圓相同，這外接圓上的一點P對應兩者的西姆松線的交角，跟P的位置無關。

### 西姆松定理與西姆松的關係
西姆松定理命名自蘇格蘭數學家 Robert Simson，然而西姆松是被誤認為定理的貢獻者，此定理實則由另一位蘇格蘭數學家威廉·華萊士所發表。

## 证明
如图，若L、M、N三点共线，连结BP，CP，则因PL垂直于BC，PM垂直于AC，PN垂直于AB，有B、P、L、N和M、P、L、C分别四点共圆，有
角PBN = 角PLN = 角PLM = 角PCM
故A、B、P、C四点共圆。
若A、B、P、C四点共圆，则角PBN = 角PCM。因PL垂直于BC，PM垂直于AC，PN垂直于AB，有B、P、L、N和M、P、L、C四点共圆，有
角PLN = 角PBN = 角PCM = 角PLM
故L、M、N三点共线。

## 外部連結
- cut-the-knot網站上的證明 （页面存档备份，存于）
- 證明（flash） （页面存档备份，存于）